# جون موريس (لاعب كرة قاعدة أمريكي)
جون موريس (بالإنجليزية: John Morris)‏ هو لاعب كرة قاعدة أمريكي، ولد في 23 أغسطس 1941 في لويس في الولايات المتحدة.

## وصلات خارجية
- جون موريس (لاعب كرة قاعدة أمريكي) على موقع دوري كرة القاعدة الرئيسي (الإنجليزية)
- جون موريس (لاعب كرة قاعدة أمريكي) على موقعبيزبول رفرنس.كوم (الدوري الرئيسي) (الإنجليزية)
- جون موريس (لاعب كرة قاعدة أمريكي) على موقعبيزبول رفرنس.كوم (الدوري الثانوي) (الإنجليزية)
- جون موريس (لاعب كرة قاعدة أمريكي) على موقع مشجعي الرسوم البيانية (الإنجليزية)